# 洪河农场
洪河农场是一个位于中华人民共和国黑龙江省佳木斯市同江市的农场，亦是黑龙江省农垦建三江管理局所属的一个农场。
洪河农场始建于1980年，是中国第一个现代化农场。

## 行政区划
洪河农场下辖以下单位：
洪河场直社区、洪河农场第一管理区、洪河农场第二管理区、洪河农场第三管理区、洪河农场第四管理区、洪河农场第五管理区、洪河农场第六管理区、洪河农场第七管理区和洪河农场第八管理区。